# Mișcare rezultantă
În cinematica solidului rigid din cadrul fizicii, mișcarea rezultanată reprezintă mișcarea instantanee a unui corp solid rigid care este rezultatul suprapunerii a două sau mai multe mișcări instantaneee simple. În cinematică se deosebesc următoarele clase de mișcări rezultante:
- mișcarea rezultantă a N translații care este tot o translație de viteză instantanee:

| {\displaystyle {\vec {v}}=\sum _{j=1}^{j=n}{\vec {v}}_{j}} |

unde {\displaystyle \scriptstyle {\vec {v_{j}}}} sunt vectorii viteză instantanee a mișcărilor simple ce se compun {\displaystyle \scriptstyle (j=1,2,3...N)}
- mișcarea rezultantă a N rotații insatantanee care au axele de rotație concurente într-un punct {\displaystyle \scriptstyle O} este de asemenea o mișcare de rotație instantaneee cu viteza unghiulară:

| {\displaystyle {\vec {\omega }}=\sum _{j=1}^{j=n}{\vec {\omega }}_{j}} |

unde {\displaystyle \scriptstyle {\vec {\omega }}_{1},{\vec {\omega }}_{2},{\vec {\omega }}_{3},...{\vec {\omega }}_{N}} sunt vitezele unghiulare ale mișcărilor de rotație componente față de axele momentane de rotație concurente în punctul {\displaystyle \scriptstyle O}. Axa de rotație instantanee a mișcării rezultante va fi de asemenea concurentă în punctul {\displaystyle \scriptstyle O}.